# Рейс 93 United Airlines 11 сентября 2001 года
Рейс 93 United Airlines 11 сентября 2001 года — пассажирский авиарейс, который оказался захвачен в процессе совершения терактов 11 сентября 2001 года. Он стал четвёртым самолётом, задействованным в теракте, но не долетел до цели. Авиалайнер Boeing 757-222 авиакомпании United Airlines выполнял плановый внутриконтинентальный рейс UAL93 по маршруту Ньюарк—Сан-Франциско, когда был захвачен террористами, но рухнул на землю в поле возле Шанксвилла (Пенсильвания) в ходе попытки пассажиров вернуть управление самолётом. В катастрофе погибли все 44 человека на борту самолёта; погибших и раненых на земле не было.
Через 46 минут после взлёта угонщики ворвались в кабину пилотов и убили командира и второго пилота, а также одну из стюардесс. Зияд Джаррах, прошедший курсы пилотов малой авиации, взял управление самолётом и повернул на восток в направлении Вашингтона. Считается, что целью террористов был Капитолий или Белый дом.
После захвата самолёта 10 пассажиров и 2 стюардессы смогли воспользоваться телефонами и узнать об уже совершённых терактах во Всемирном торговом центре в Нью-Йорке и в Пентагоне, а также позвонить своим родным и близким. В результате пассажиры решили попытаться оказать угонщикам сопротивление и вернуть себе управление самолётом, но в ходе этой попытки лайнер рухнул на землю в 3 километрах от Шанксвилла, приблизительно в 100 километрах от Питтсбурга и примерно в 240 километрах к северо-западу от Вашингтона. Несколько человек видели момент падения самолёта и уже через час об этом сообщили в новостях.
Последующий анализ бортовых самописцев показал, что пассажиры всё же пресекли намерения террористов (один из них был убит). Кроме этого рейса 11 сентября 2001 года были захвачены рейсы American Airlines-011, United Airlines-175 и American Airlines-077; рейс United Airlines-093 стал единственным, который не достиг намеченной террористами цели.
На месте падения самолёта вскоре после катастрофы был установлен временный мемориал, а постоянный Национальный мемориал был установлен в 2011 году, к 10-й годовщине терактов.

## Угонщики

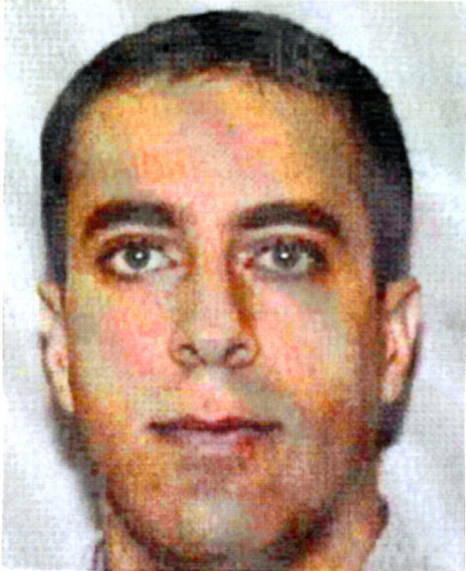
Зияд Джаррах

На борту самолёта находились четыре угонщика:
- Зияд Джаррах (англ. Ziad Jarrah), 26 лет (Ливан) — пилот.
- Ахмед аль-Нами (англ. Ahmed Al-Nami), 23 года (Саудовская Аравия).
- Ахмед аль-Хазнави (англ. Ahmed Al-Haznawi), 20 лет (Саудовская Аравия).
- Саид Аль-Гамди (англ. Saeed Al-Ghamdi), 21 год (Саудовская Аравия).

Зияд Джаррах, член «Аль-Каиды», родился в Ливане в богатой семье и получил светское воспитание. Он хотел стать пилотом и в 1996 году переехал в Германию, где поступил в Грайфсвальдский университет для изучения немецкого языка. Год спустя переехал в Гамбург и поступил на факультет авиационной инженерии в Гамбургский университет прикладных наук. В Гамбурге Джаррах познакомился и активно общался с радикально настроенными мусульманами-фундаменталистами.
В ноябре 1999 года Джаррах уехал в Афганистан, где встречался с лидером «Аль-Каиды» Усамой бен Ладеном. Затем он вернулся в Гамбург, где заявил об утере паспорта и получил новый; таким образом ему удалось скрыть факт поездки в Афганистан.
В мае 2000 года Джаррах получил визу для въезда в США и в июне прибыл во Флориду. Там он начал учиться на пилота и изучать рукопашный бой.
Джарраха сопровождали 3 террориста, которые были обучены штурмовать кабину пилотов и обезвреживать экипаж. Ахмед Аль-Нами прибыл в США 28 мая 2001 года по туристической визе, Ахмед Аль-Хазнави прибыл 8 июня 2001 года в Майами, а Саид Аль-Гамди прибыл 27 июня в Орландо.
Пятый член группы — 25-летний Мохаммед Аль-Кахтани (англ. Mohammed Al-Qahtani, Саудовская Аравия) — должен был прибыть в Орландо 3 августа 2001 года из Дубая, однако он вызвал подозрения пограничных чиновников, поскольку имел при себе только $ 2800 и билет в один конец. Заподозрив, что он хочет стать нелегальным эмигрантом, его отправили обратно в Дубай, откуда он вернулся в Саудовскую Аравию.

## Самолёт

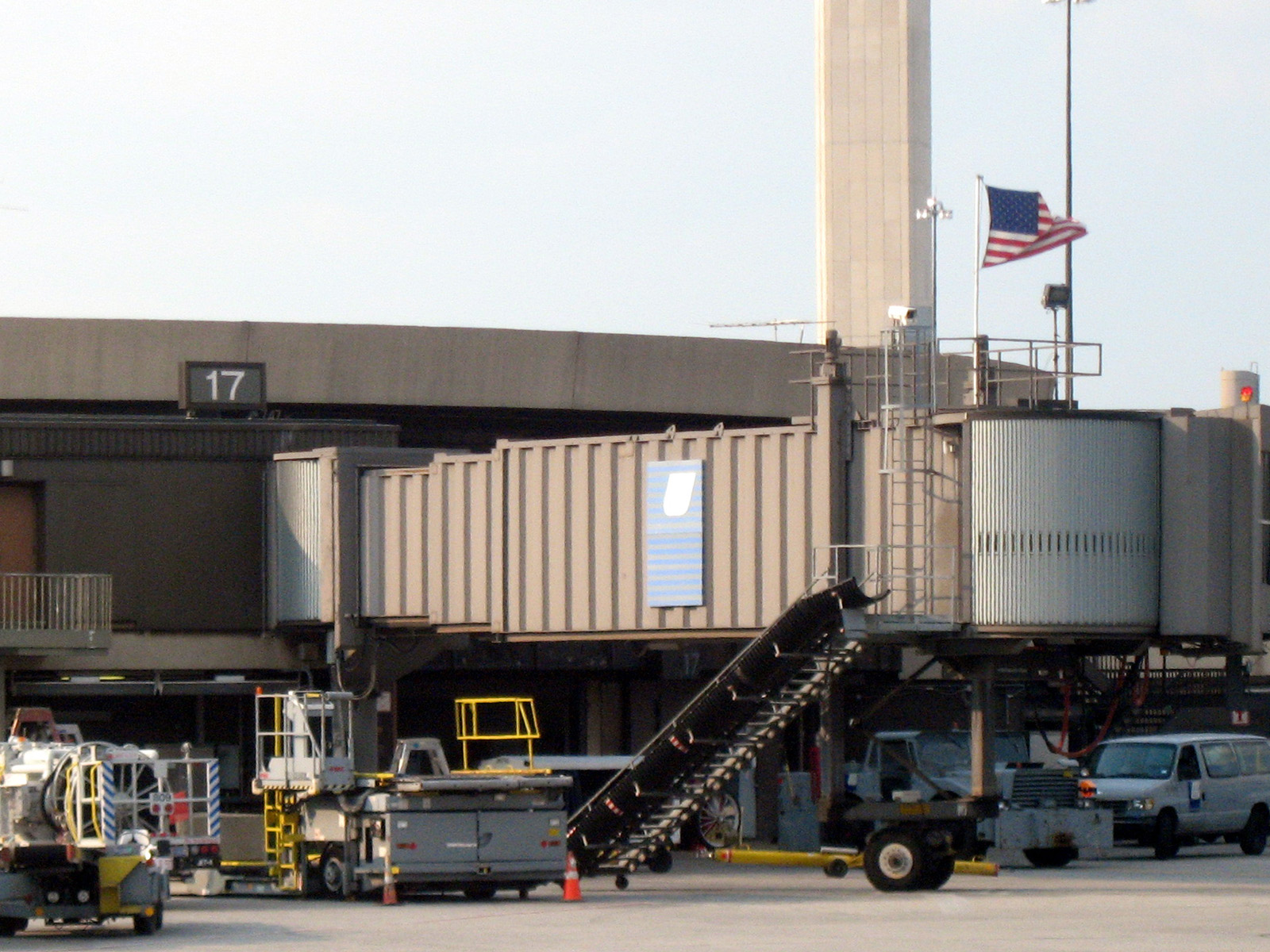
Американский флаг, установленный в настоящее время над терминалом А17 в аэропорту Ньюарк, откуда в свой последний полёт отправился рейс 093

В тот день рейс UAL93 совершал Boeing 757-222 (регистрационный номер N591UA, заводской 28142, серийный 718). Первый полёт совершил 17 июня 1996 года, 28 июня того же года был передан авиакомпании United Airlines. Оснащён двумя турбовентиляторными двигателями Pratt & Whitney PW2037. На день теракта/катастрофы совершил 6968 циклов «взлёт-посадка» и налетал 18 435 часов.
Самолёт вмещал 182 пассажира, однако в тот день на борту было всего 37 пассажиров и 7 членов экипажа (значительно меньше, чем обычно). Загрузка рейса составила 20,33 %. Средняя заполняемость данного рейса по вторникам за предшествующий трёхмесячный период была 52,09 %. Фактов манипуляции числом посадочных мест либо приобретения дополнительного числа неиспользованных билетов на рейс не было.

## Экипаж и пассажиры

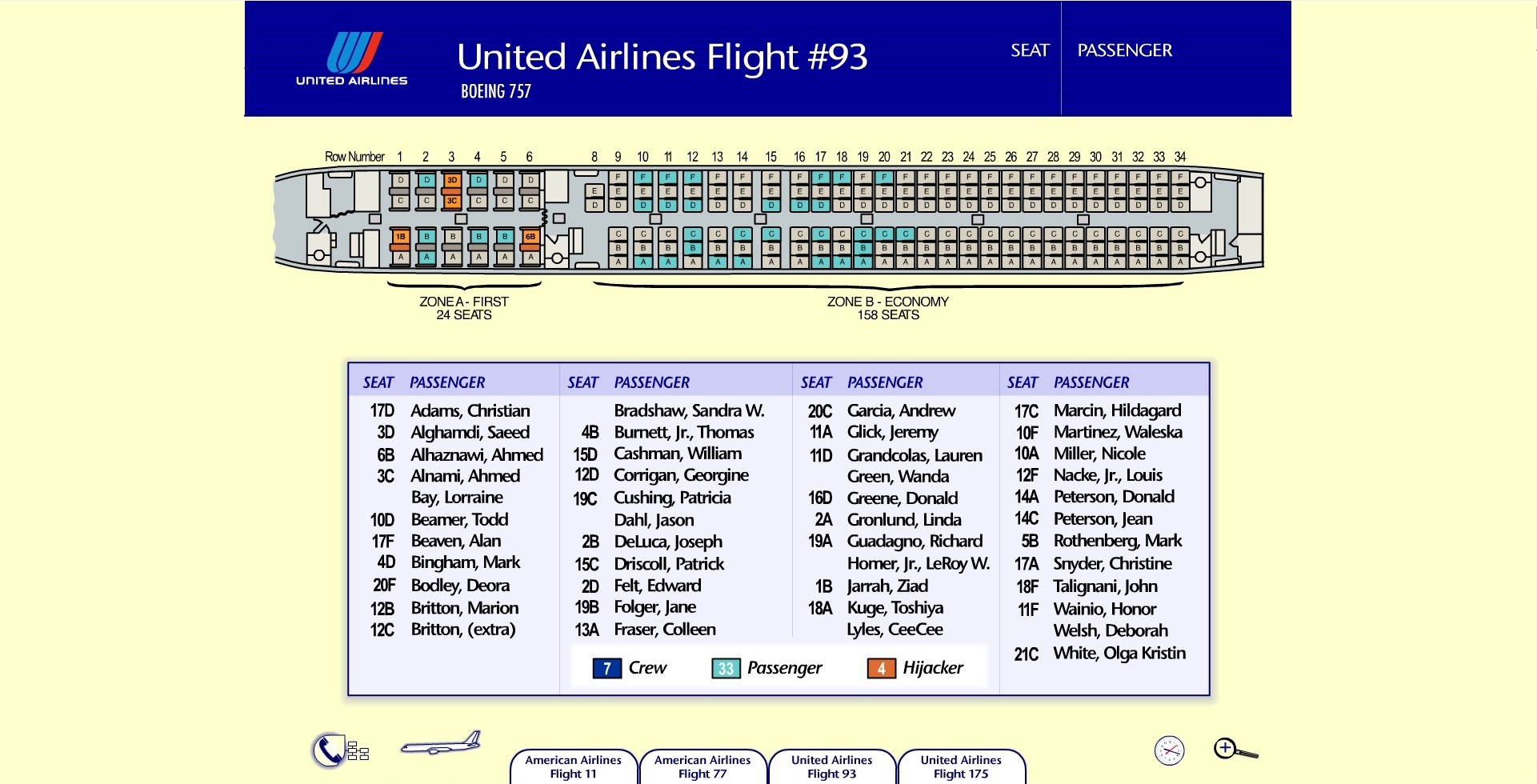
Список пассажиров рейса 93

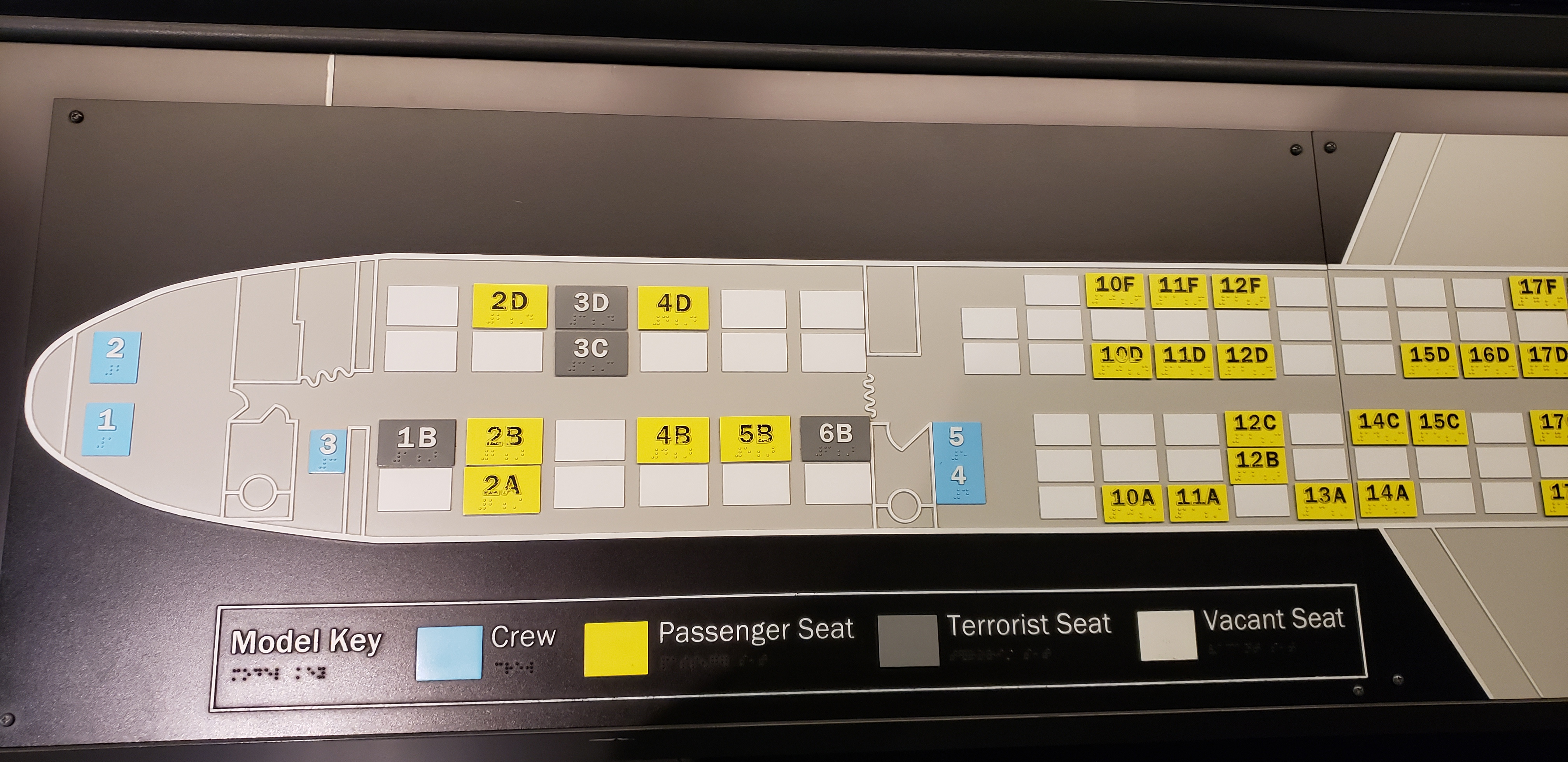
Схема посадки на места рейса 93. Синим цветом помечен экипаж, жёлтым – пассажиры, чёрным – террористы

Состав экипажа рейса UAL93 был таким:
- Командир воздушного судна (КВС) — 43-летний Джейсон М. Даль (англ. Jason M. Dahl).
- Второй пилот — 36-летний Лерой У. Хомер-младший[англ.] (англ. LeRoy W. Homer, Jr.). В United Airlines проработал 6 лет и 4 месяца (с мая 1995 года), проходил службу в ВВС США.

В салоне самолёта работали 5 стюардесс:
- Лоррейн Г. Бей (англ. Lorraine G. Bay), 58 лет — старшая стюардесса.
- Сандра У. Бредшоу (англ. Sandra W. Bradshaw), 38 лет.
- Ванда А. Грин (англ. Wanda A. Green), 49 лет.
- Сиси Лайлс (англ. CeeCee Lyles), 33 года.
- Дебора Дж. Уэлш (англ. Deborah J. Welsh), 49 лет[23].

| Гражданство    | Пассажиры | Экипаж | Всего |
| -------------- | --------- | ------ | ----- |
| США            | 30        | 7      | 37    |
| Германия       | 1         | 0      | 1     |
| Япония         | 1         | 0      | 1     |
| Новая Зеландия | 1         | 0      | 1     |
| Всего          | 33        | 7      | 40    |

## Хронология событий

### Посадка на рейс 093
Все 4 террориста зарегистрировались на рейс UAL93 в промежуток времени между 07:03 и 07:39. В 07:03 Аль-Гамди зарегистрировался без багажа, а Аль-Нами сдал в багаж два чемодана; в 07:24 Аль-Хазнави зарегистрировался с одним чемоданом, в 07:39 Джаррах прошёл регистрацию без багажа. Аль-Хазнави был единственным террористом, отобранным для более строгого досмотра программой компьютерного скрининга пассажиров («Computer Assisted Passenger Prescreening System (CAPPS)»); его багаж был подвергнут более строгому досмотру на наличие взрывчатых веществ, однако «CAPPS» не дала команду на дополнительную проверку пассажира на посадке. Работники досмотровой службы не отметили каких-либо особенностей, выделявших угонщиков на фоне других пассажиров.
Все четверо угонщиков заняли места в бизнес-классе. Аль-Хазнави и Аль-Гамди прошли на посадку в самолёт в 07:39 и заняли места 6B и 3D соответственно. Аль-Нами прошёл на посадку в 07:40 и занял место 3C. Джаррах прошёл на посадку в 07:48 и занял место 1B. Окончание посадки на рейс 093 было запланировано на 08:00, а буксировка от гейта A17 на 08:01, однако вылет был задержан на 42 минуты (до 08:42) в связи с большой загрузкой аэропорта; остальные угнанные рейсы взлетели с задержкой не более 15 минут. Ко времени взлёта рейса UAL93 рейс AAL11 уже находился под контролем террористов и до его столкновения с Северной башней Всемирного торгового центра оставалось 4 минуты, рейс UAL175 находился в процессе захвата, а рейс AAL77 набирал высоту и до его захвата оставалось 9 минут.
В 09:02 (почти одновременно с тараном Южной башни ВТЦ рейсом UAL175) рейс UAL93 набрал высоту и занял эшелон FL350 (10 650 метров). После терактов в Нью-Йорке руководство службы воздушного движения начало рассылать предупреждения через систему оповещения ACARS. Авиадиспетчер United Airlines Эдвард Баллинджер (англ. Edward Ballinger) начал рассылать текстовые предупреждения экипажам всех самолётов United Airlines в 09:19 (через 17 минут после того, как он узнал о теракте рейса 175). В 09:22 Мелоди Хомер (англ. Melodie Homer), жена второго пилота рейса 093, узнала о теракте в ВТЦ и отправила ему (второму пилоту) сообщение ACARS с просьбой сообщить, что у него всё в порядке. В 09:24 рейс UAL93 получил сообщение Баллинджера: Остерегайтесь вторжения в кабину пилотов — два самолёта врезались во Всемирный торговый центр.
В 09:26 КВС отправил ответ: Эд, подтверди последнее сообщение. Джейсон. В 09:27:25 экипаж ответил на обычный вызов авиадиспетчера, который стал последним радиосообщением с борта рейса UAL93 перед захватом.

### Захват
Захват рейса 093 начался в 09:28; к тому времени рейсы AAL11 и UAL175 уже врезались в башни ВТЦ, а до столкновения рейса AAL77 с Пентагоном оставалось 9 минут. Террористы на рейсах 011, 175 и 077 ждали не более 30 минут после взлёта, чтобы захватить самолёт; скорее всего, захваты произошли сразу после отключения табло «FASTEN SEATBELT» («ЗАСТЕГНУТЬ РЕМНИ») и начала обслуживания пассажиров. Причины, по которым террористы на рейсе 093 ждали 46 минут, чтобы начать захват, остаются неизвестными. Лайнер внезапно снизился на 20 метров, в 09:28:17 КВС передал сигнал бедствия «Mayday» по радио на фоне звуков борьбы. Кто-то в кабине кричал:

Mayday! Mayday! Уходите!Оригинальный текст (англ.)Mayday! Mayday! Get out!

Диспетчер центра УВД Кливленда спросил: Кто-то вызывал Кливленд?, но ответа не получил. Через 35 секунд после первого сигнала бедствия экипаж передал его ещё раз. Кто-то в кабине кричал:

Mayday! Убирайтесь отсюда! Мы все здесь умрём!Оригинальный текст (англ.)Mayday! Get out of here! We'll all gonna die here!

Скорее всего в кабине кричал второй пилот Лерой Хомер, так как его жена Мелоди Хомер, прослушав запись, опознала своего мужа по голосу.
Точное время, когда террористы взяли управление лайнером, установить не удалось; предполагается, что это случилось в 09:28, когда угонщики напали на пилотов и перевели всех пассажиров и стюардесс в хвостовую часть самолёта, чтобы снизить шансы на сопротивление с их стороны (другие самолёты захватывались группой из пяти человек, но на рейсе 093 их было четверо, что дало повод полагать, что всё-таки был ещё один участник). Комиссия по расследованию событий 11 сентября считает, что наиболее вероятным 5-м угонщиком был Мохаммед Аль-Кахтани, однако он не смог принять участие в теракте, поскольку ему за месяц до этого было отказано во въезде в США. Основываясь на том, что многие пассажиры говорили по телефону, что видят только троих террористов, Комиссия считает, что Джаррах оставался на своём месте в кабине пилотов, пока его сообщники не обезвредили экипаж и не взяли управление самолётом.
Запись переговоров в кабине свидетельствует о том, что после захвата второй пилот был убит, а КВС был ещё жив и лежал на полу кабины — на записи слышны стоны и брань угонщиков в адрес кого-то в кабине. Сэнди Даль (англ. Sandy Dahl), жена командира рейса 093, считает, что он предпринимал активные действия для сопротивления террористам — в частности, перед тем, как террористы взяли на себя управление самолётом, он включил автопилот и изменил настройки системы связи таким образом, чтобы объявление, сделанное Джаррахом для пассажиров, было передано авиадиспетчерам.
Речевой самописец начал запись последних 30 минут полёта рейса UAL93 в 09:31:57. В этот момент он записал объявление Джарраха:

Дамы и господа, здесь капитан. Пожалуйста, сядьте и оставайтесь на своих местах. У нас на борту бомба. Так что сядьте.Оригинальный текст (англ.)Ladies and gentlemen, here the captain. Please sit down, keep remaining seating. We have a bomb on board. So sit.

Авиадиспетчер понял сообщение, но попросил: Кливленд-контроль. Вас не слышно. Повторите медленно. На записи также слышно, как женщина (предположительно, стюардесса Дебора Дж. Уэлш) борется с угонщиками, но затем её убили или иным образом заставили замолчать, а затем один из террористов (предположительно, Саид Аль-Гамди) сказал Джарраху по-арабски: Порядок. Я закончил.
В 09:35:09 Джаррах установил на автопилоте курс на восток. Самолёт занял эшелон FL410 (12 500 метров), а диспетчеры убрали с его курса другие самолёты.
В 09:39 (через 2 минуты после того, как рейс AAL77 врезался в Пентагон) авиадиспетчеры услышали второе объявление Джарраха:

Эй, это капитан. Я хотел бы сказать вам оставаться на местах. Здесь на борту бомба, и мы возвращаемся в аэропорт, и у нас есть требования. Так что, пожалуйста, сохраняйте спокойствие.Оригинальный текст (англ.)Hi, it's a captain. I would like to order you to remain seated. There's a bomb aboard, and we are going back to the airport, and we have our demands. So please remain quiet.

Больше сообщений с борта рейса UAL93 не поступало.
Согласно звонкам заложников, террористы убили пилотов, одного пассажира и, возможно, одну стюардессу, а также согнали всех заложников в хвостовую часть самолёта. У одного из угонщиков на поясе была коробка, преступники заявили, что там бомба (скорее всего ненастоящая, т. к. на месте крушения самолёта не было обнаружено следов взрывчатых веществ, а угонщики не пытались пронести в самолёт запрещённые вещи). Скорее всего аль-Нами и аль-Хазнави находились в пассажирском салоне, а аль-Гамди – в кабине пилотов с Джаррахом, т. к. последний, судя по записям бортового самописца, называл сообщника Саидом.

### Телефонные звонки
Пассажиры и стюардессы воспользовались телефонами в салоне самолёта и мобильными телефонами, чтобы уведомить власти о захвате и позвонить родственникам. Звонки начались в 09:30, всего было сделано 35 звонков по «аэрофону» и 2 звонка с мобильных телефонов.
10 пассажиров и 2 стюардессы смогли дозвониться и сообщить семьям, друзьям и другим людям о происходящем на борту: в частности, пассажир Томас Барнетт-младший (англ. Thomas Burnett, Jr.) несколько раз позвонил жене и передал ей информацию о том, что самолёт захвачен людьми, заявившими, что у них есть бомба; также он сказал, что один из пассажиров ранен ножом, и что, по его мнению, сообщение о бомбе сделано для того, чтобы пассажиры не оказывали сопротивление. Во время звонков Томаса жена проинформировала его об атаках на ВТЦ.

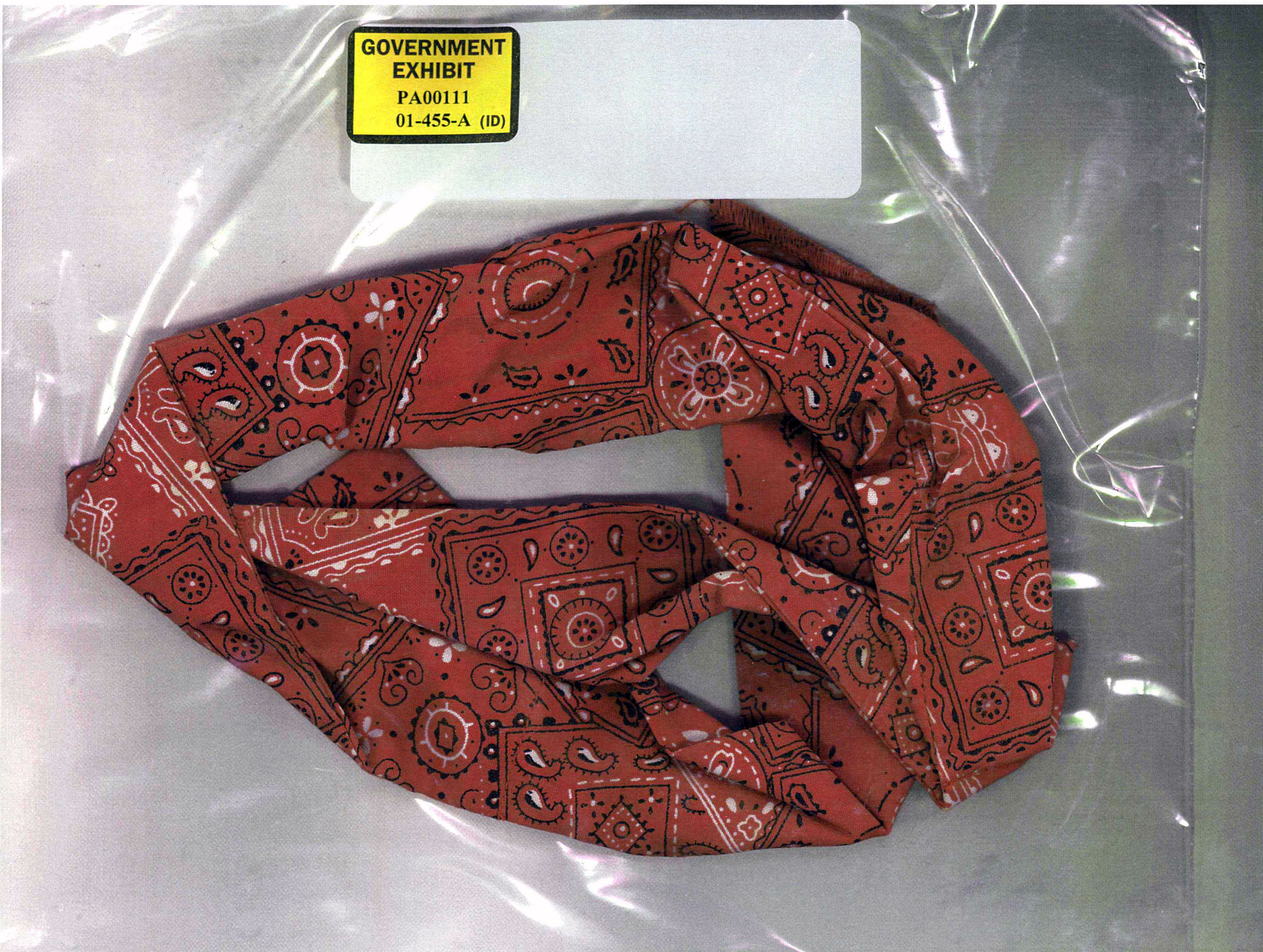
Красная бандана, по данным ФБР, принадлежавшая одному из угонщиков

По крайней мере два звонка по мобильному телефону, сделанных пассажирами, указывают на то, что угонщики были в красных банданах, и один из них обвязал свой торс коробкой и утверждал, что внутри находится бомба. Некоторые пассажиры выразили сомнение в том, что бомба настоящая. В ходе звонков родственникам пассажиры узнали о терактах во Всемирном Торговом Центре и Пентагоне и поняли, что их самолёт также захвачен смертниками. Они решили оказать сопротивление террористам и перехватить управление лайнером.

### Сопротивление пассажиров
Сопротивление пассажиров рейса UAL93 началось в 09:57 после того, как они единогласно проголосовали за его оказание; к тому времени рейсы AAL11, UAL175 и AAL77 уже достигли своих целей. После начала сопротивления Джаррах предпринял резкие манёвры, в точке 40°10’32 с. ш. 79°31’33 в. д. самолёт сошёл с курса на Вашингтон; в этот момент стюардесса Сиси Лайлс позвонила мужу и сообщила ему, что они пытаются проникнуть в кабину.
Джаррах попытался раскачивать самолёт влево и вправо, чтобы сбить пассажиров с ног. В 09:58:57 он крикнул Аль-Гамди: Они хотят попасть сюда. Держи, держи изнутри. Держи изнутри. Держи. В 09:59:52 он изменил тактику и принялся раскачивать самолёт вверх-вниз, чтобы обескуражить пассажиров.
Речевой самописец записал звуки ломающихся предметов, разбивающегося стекла, тарелок и крики. В 10:00:03 Джаррах стабилизировал лайнер, а спустя 5 секунд он спросил: Это всё? Может, покончим с этим?. Аль-Гамди ответил: Нет. Ещё нет. Как они все придут, тогда и покончим с этим.
Джаррах ещё раз бросил самолёт вверх-вниз. В 10:00:25 кто-то из пассажиров крикнул из-за двери: В кабину! Если мы этого не сделаем, мы умрём!, через 16 секунд кто-то из пассажиров крикнул: Кати! (возможно, указывая на развозную тележку; на записи речевого самописца присутствуют звуки, указывающие на использование развозной тележки в качестве тарана двери в кабину пилотов).
В 10:01:00 Джаррах прекратил резкие манёвры и несколько раз прочёл такбир. Затем он спросил Аль-Гамди: Это всё? Я имею в виду, может быть, мы уроним его?, Аль-Гамди ответил: Да, тяни его, тяни вниз. Однако пассажиры продолжали попытки проникнуть в кабину и в 10:02:23 Аль-Гамди крикнул Джарраху: Опускай его! Опускай его!.
Джаррах повернул штурвал вправо до упора, лайнер свалился в штопор и начал неуправляемое пикирование, а затем перевернулся; Джаррах при этом продолжал выкрикивать слова такбира. На фоне звуков, свидетельствовавших о продолжающихся попытках пассажиров ворваться в кабину, вращающийся рейс UAL93 с характерным рёвом двигателей и свистом воздуха набрал бешеную скорость и врезался в поле в 3 километрах от Шанксвилла и в 20 минутах полёта от Вашингтона; запись речевого самописца оборвалась в 10:03:09 EST, а параметрического самописца в 10:03:10 EST. Комиссия по расследованию событий 11 сентября пришла к заключению о том, что «угонщики сохраняли контроль над самолётом, однако решили, что через несколько секунд пассажиры ворвутся в кабину». Комиссия также считает, что целью террористов было здание Капитолия или Белого дома.
Некоторые родственники погибших пассажиров, прослушав запись речевого самописца, пришли к выводу, что пассажирам всё же удалось проникнуть в кабину и убить одного угонщика (в пассажирском салоне). Три раза в течение пяти секунд раздавались крики боли или отчаяния от одного из террористов за пределами кабины, что свидетельствовало о том, что на угонщика напали пассажиры. Также на аудиозаписи слышна борьба за управление самолётом — Джаррах кричал: Эй! Эй! Отдай его мне! Отдай его мне! Отдай его мне! Отдай его мне! Отдай его мне! Отдай его мне! Отдай его мне! Отдай его мне!, а в ответ звучало: Тяни его вверх; последним моментом записи речевого самописца были крик Аль-Гамди: Нет! и оглушительный звук бьющегося стекла.

### Катастрофа

Дым над местом падения рейса 93

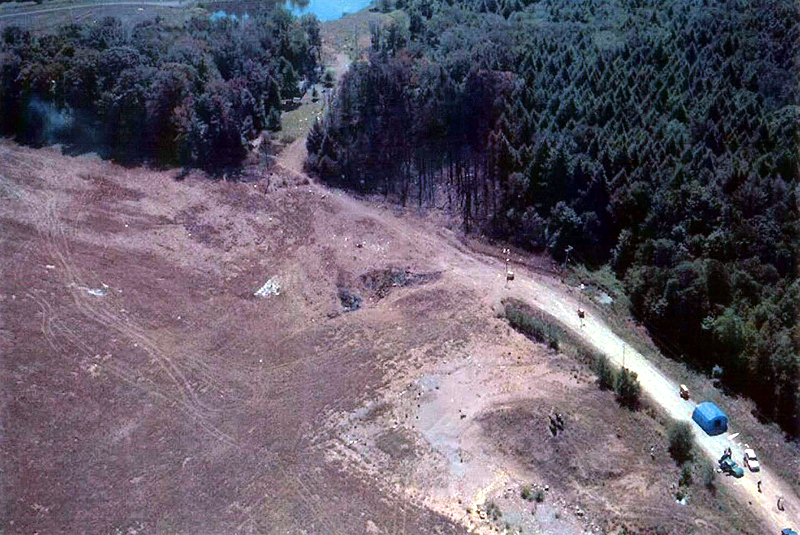
Место крушения рейса 93

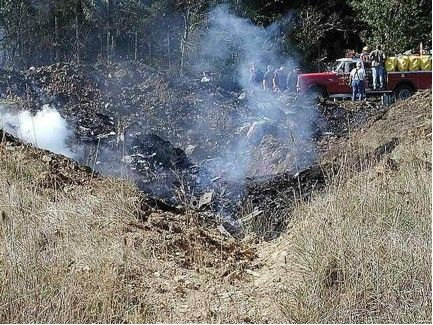
Спасатели на месте катастрофы

Рейс UAL93 врезался в землю в 10:03:11 EST в 3 километрах от Шанксвилла (Пенсильвания). По заключению Национального совета по безопасности на транспорте (NTSB), столкновение с землёй произошло на скорости около 563 мили в час (906 км/ч) в перевёрнутом положении с углом пикирования около 40°. От удара образовалась воронка диаметром около 12 метров и глубиной около 3 метров Все 44 человека на борту самолёта погибли. Время катастрофы варьируется от 10:03 до 10:10 в зависимости от источника информации, однако комиссия не пришла к однозначному выводу относительно точного времени катастрофы.

## Последствия

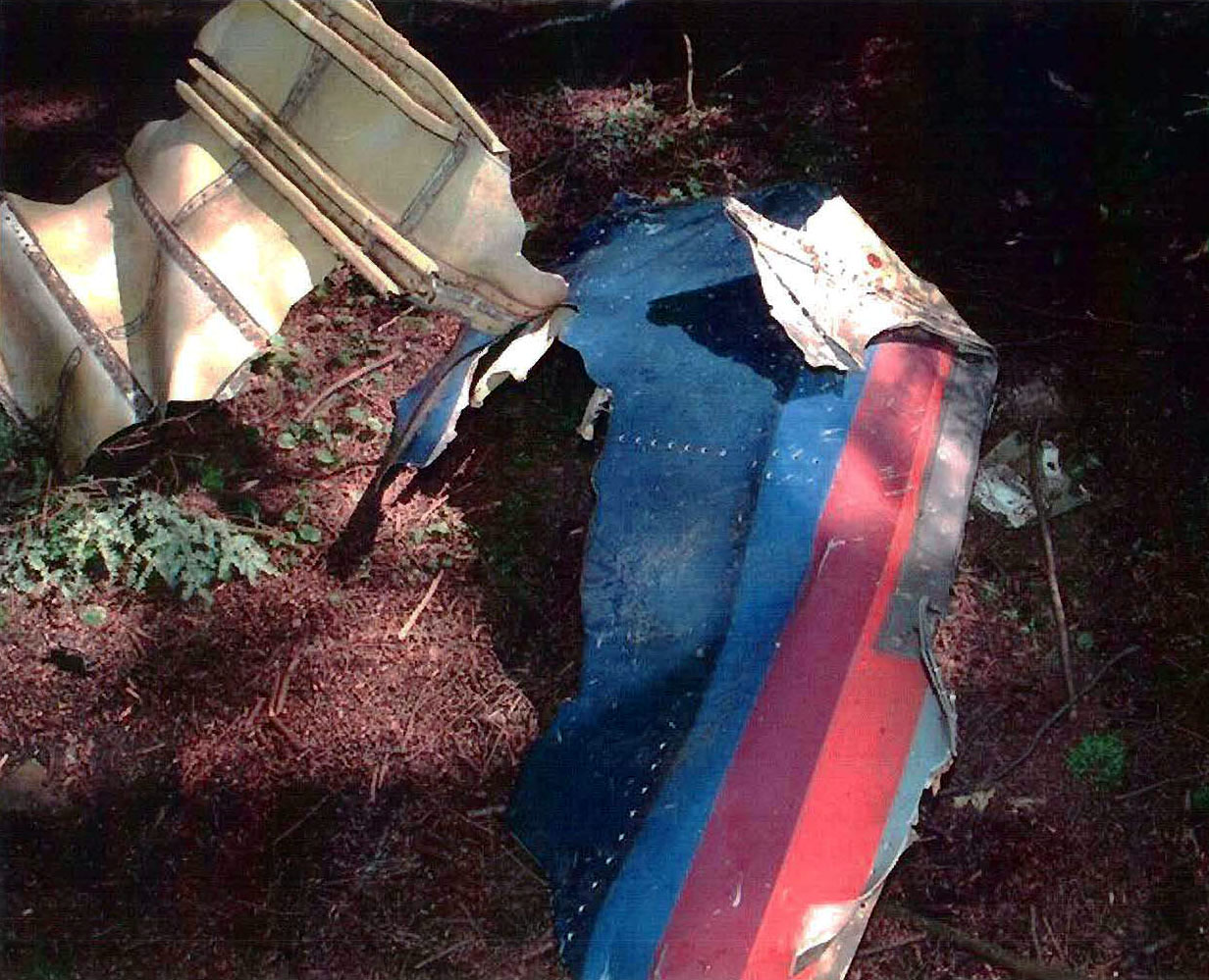
Обломки рейса 93

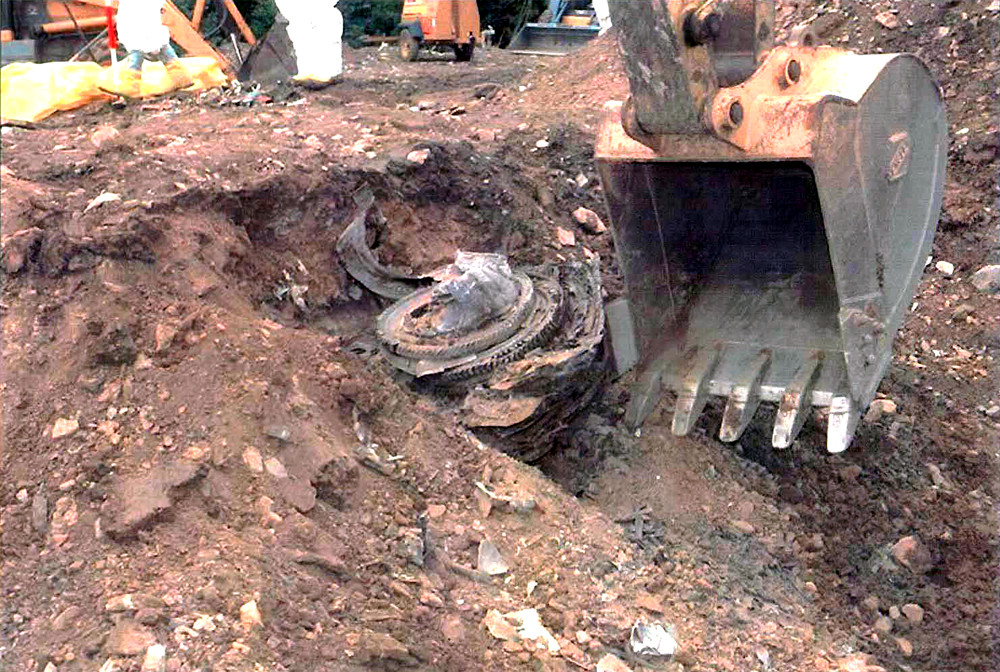
Обломок двигателя

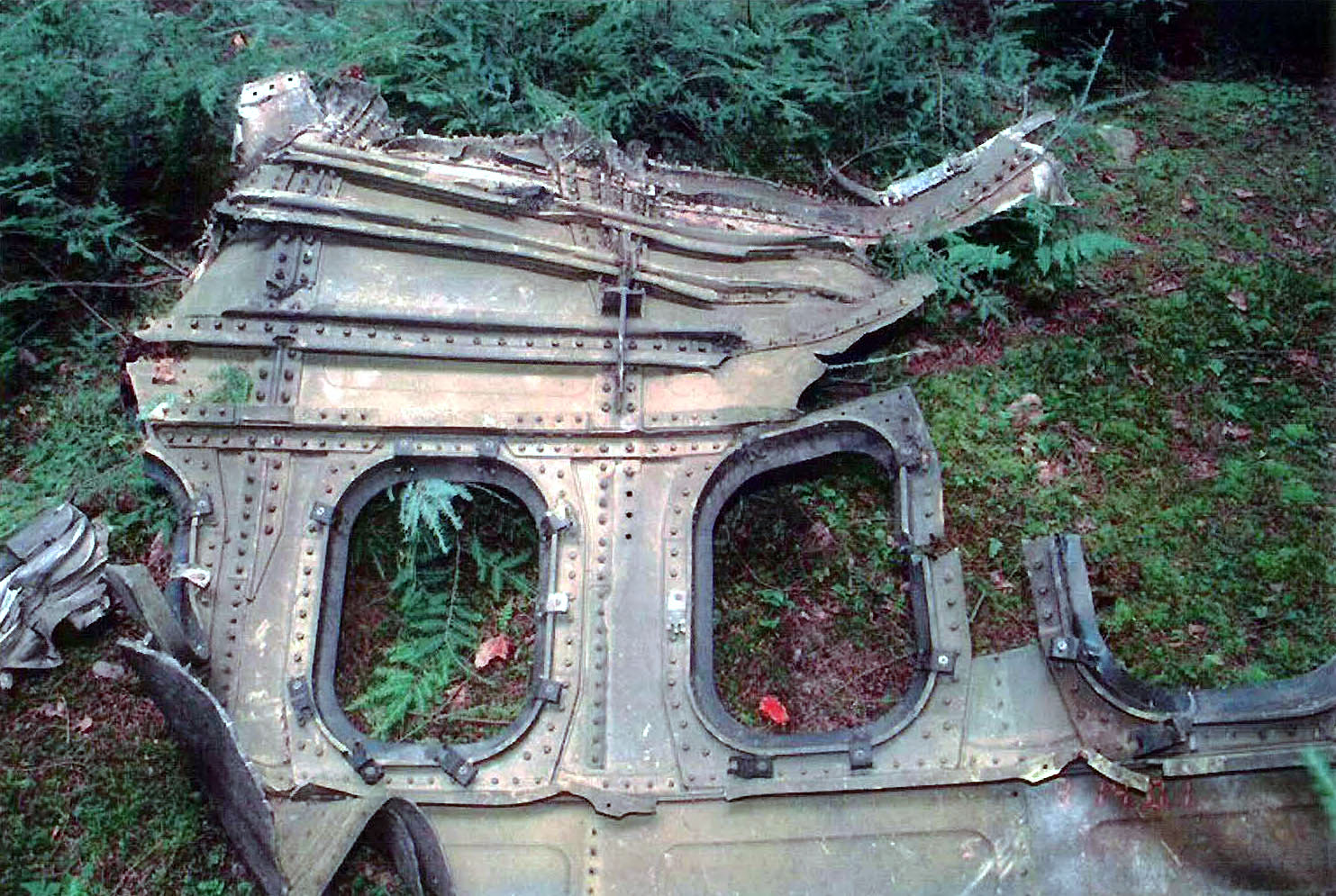
Часть фюзеляжа

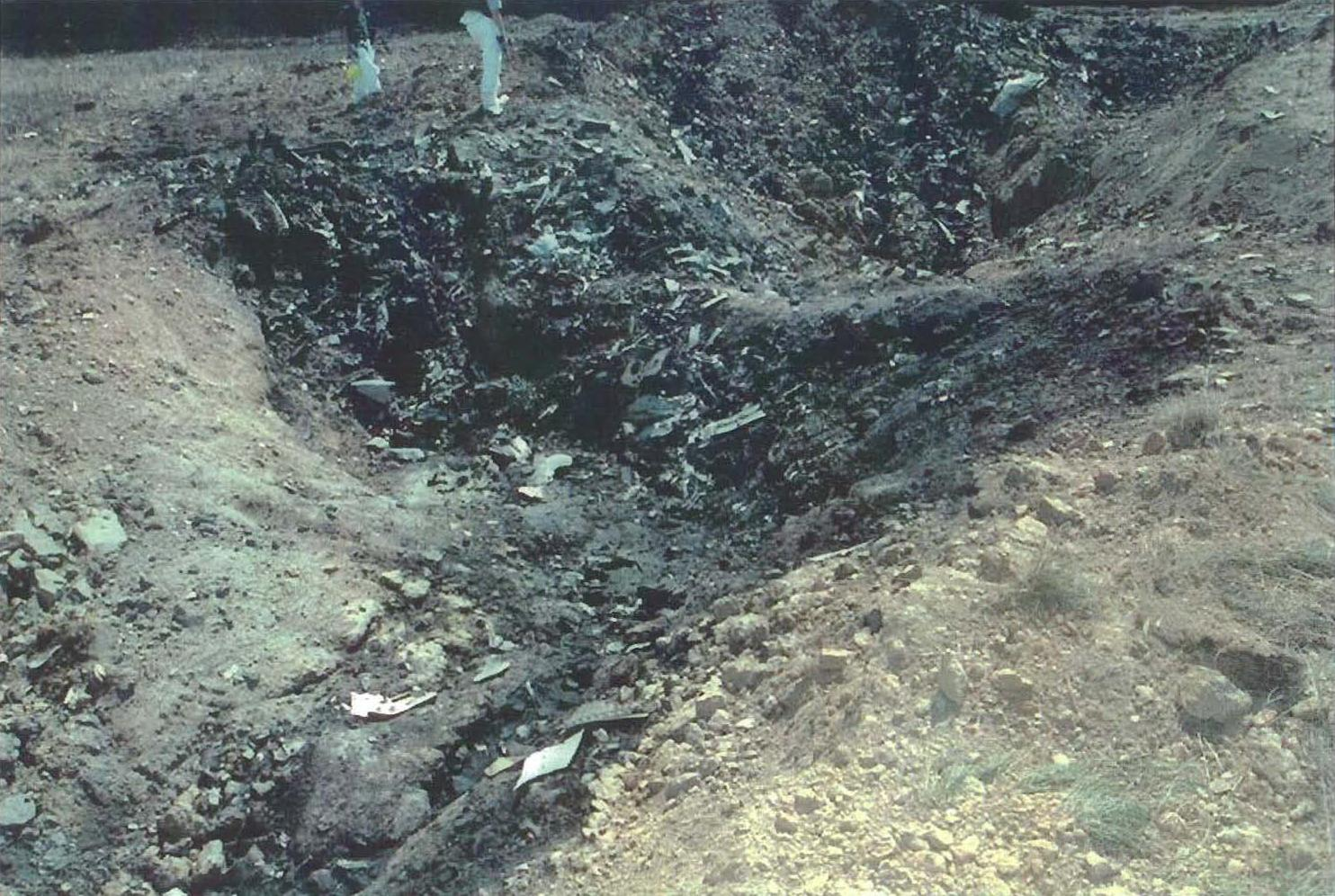
Кратер на месте катастрофы

Рейс UAL93 сильно разрушился при ударе о землю. Большая часть обломков лайнера была обнаружена очень близко от места его удара о землю, а лёгкие обломки, включая бумагу и нейлон, были разбросаны на расстоянии до 13 километров от места удара — одна часть обломков была найдена в Нью-Балтиморе (Мичиган), другая в 2,4 километрах от Индиан-Лейка (Миннесота). На месте крушения также были обнаружены паспорта Зияда Джарраха и Саида аль-Гамди. Все останки пассажиров, членов экипажа и угонщиков были обнаружены на территории площадью 28 гектаров вокруг места удара.

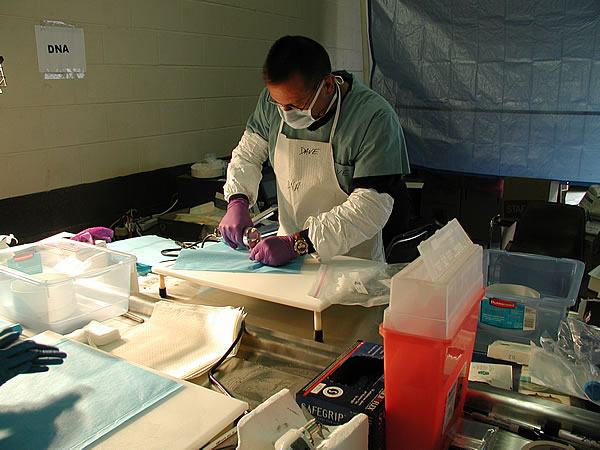
Директор хранилища AFIP Дэвид Бойер собирает образцы ДНК во временном морге в округе Сомерсет

Коронер округа Сомерсет Уоллес Миллер (англ. Wallace Miller) участвовал в расследовании и идентификации останков. При осмотре обломков самолёта единственной частью человеческого тела, которую он смог распознать, была часть позвоночника. Позднее Миллер обнаружил и идентифицировал 1500 частей человеческих останков общим весом около 272 килограммов — 8 % от общего количества; остальные останки были разрушены при ударе самолёта о землю. К 22 сентября следователями были опознаны тела 4 погибших, к 24 сентября — 11. 29 сентября было опознано ещё одно тело.
Тела всех 44 погибших на борту рейса 093 были опознаны к 21 декабря 2001 года. Останки людей были настолько разрушенными, что следователи не смогли установить, был ли кто-нибудь из них мёртв ещё до катастрофы. В свидетельствах о смерти 40 жертв в качестве причины смерти было указано «убийство», а в качестве причины смерти четырёх угонщиков — «самоубийство». Останки и личные вещи погибших пассажиров и членов экипажа были возвращены их семьям, а останки террористов были переданы ФБР в качестве вещественных доказательств.

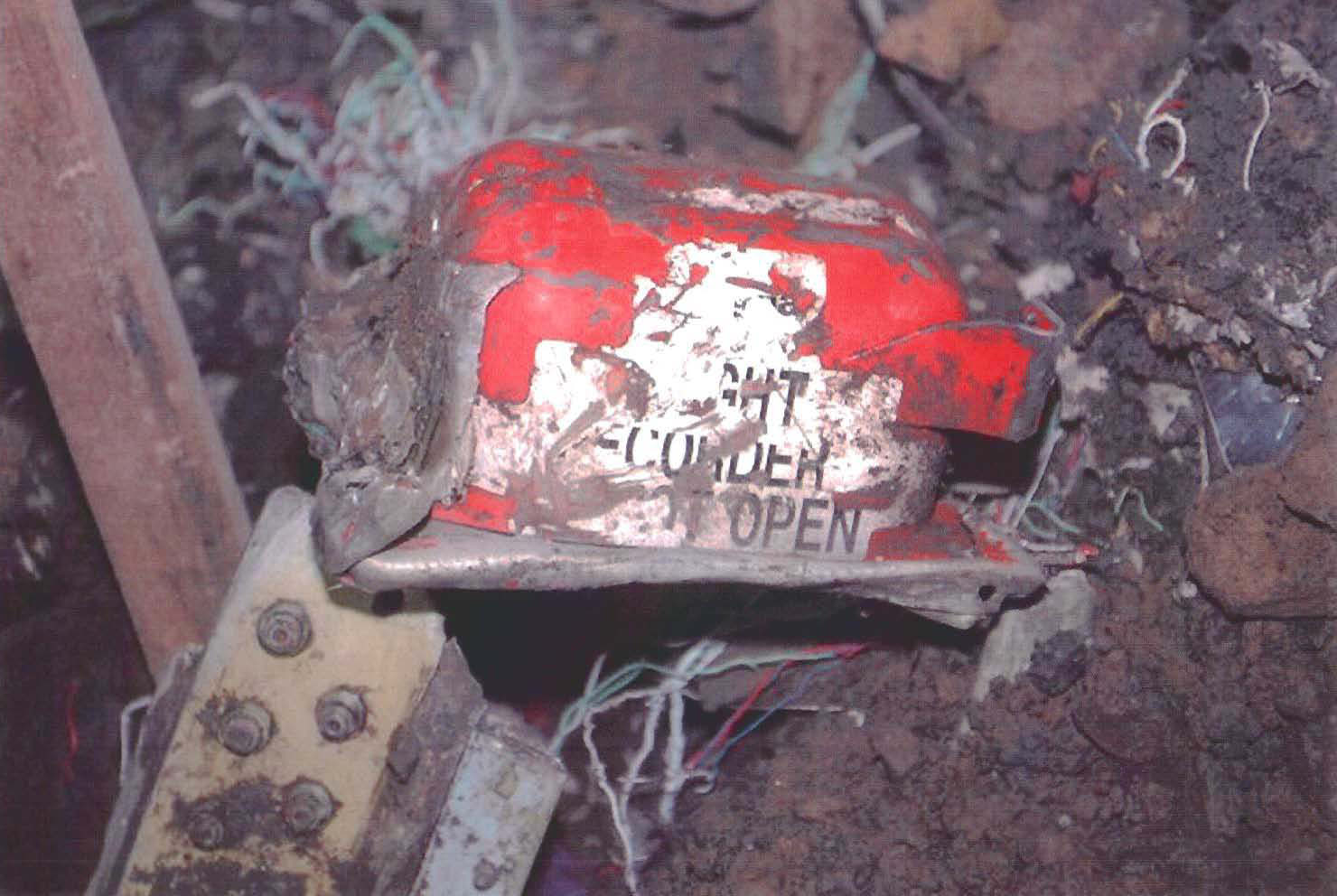
Бортовой самописец

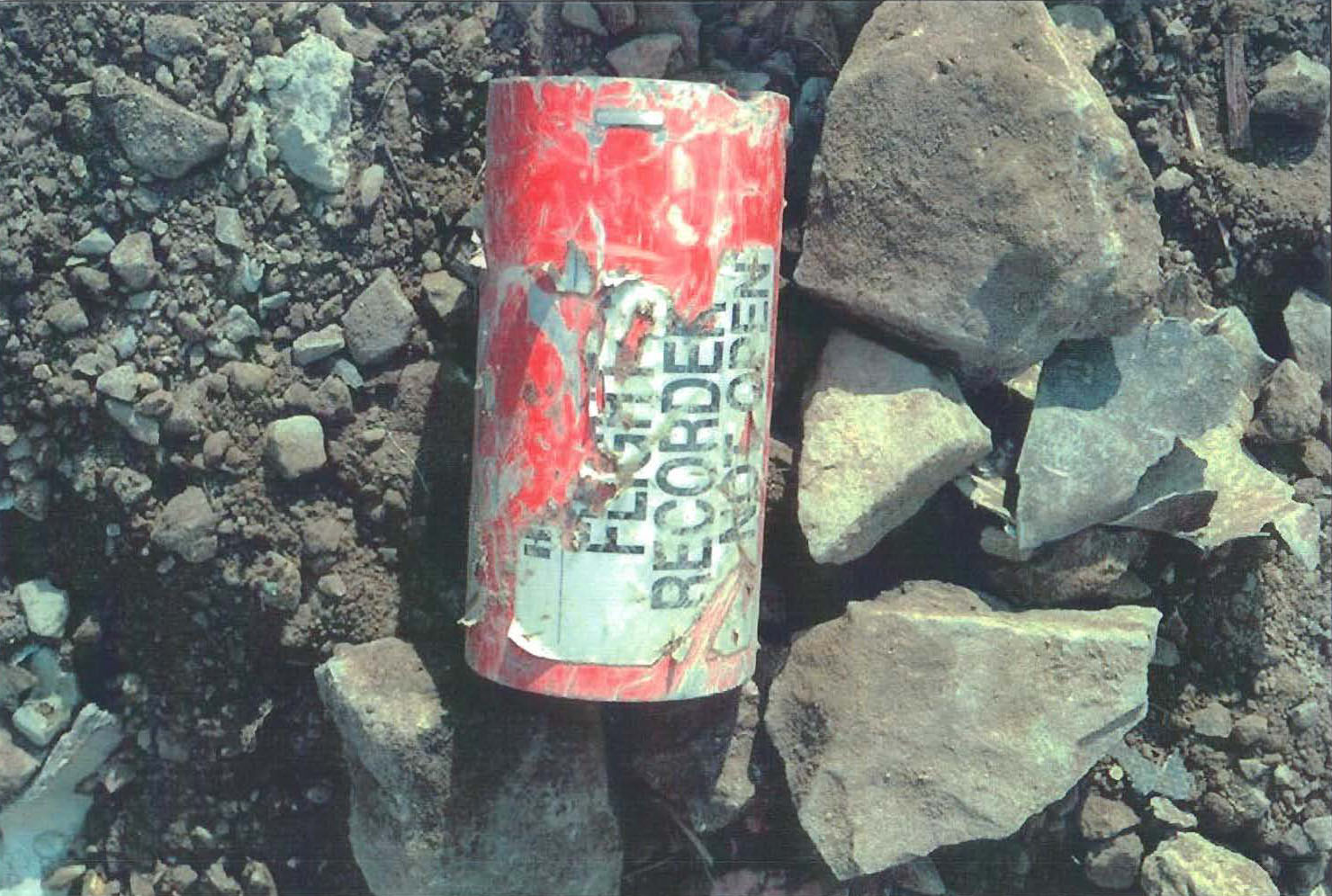
Самописец полётных данных

13 сентября следователи обнаружили параметрический самописец, а на следующий день (14 сентября) — речевой самописец; он был найден на глубине 8 метров, глубже воронки от удара самолёта о землю. Первоначально ФБР отказалось опубликовать запись речевого самописца, отклонив просьбы конгрессмена Эллен Тошер (англ. Ellene Tosher) и членов семей тех, кто находился на борту. В то время как доступ к записям самописцев обычно предоставляется только правительственным следователям авиакатастроф и сторонам по делу об авиакатастрофе, ФБР сделало исключение для родственников жертв катастрофы рейса 093, предоставив им прослушать запись на закрытом совещании 18 апреля 2002 года. Присяжные заседатели по делу Закариаса Муссауи прослушали запись в рамках судебного разбирательства, стенограмма которой была обнародована 12 апреля 2006 года. В открытом доступе запись речевого самописца рейса UAL93 не обнародована и по сей день по просьбе родственников жертв угона.
Выражение «Let’s roll!» из последней фразы пассажира Тодда Бимера (англ. Todd Beamer) — Ребята, вы готовы? Окей. Поехали! (англ. Are you guys ready? Okay. Let's roll!) — стало национальной идиомой и лозунгом борьбы с терроризмом.

### Память

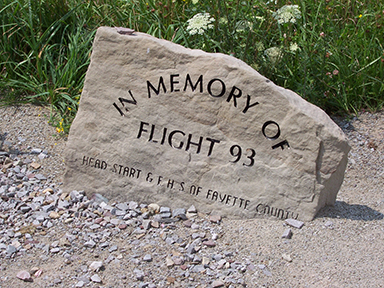
Национальный мемориал в Шанксвилле

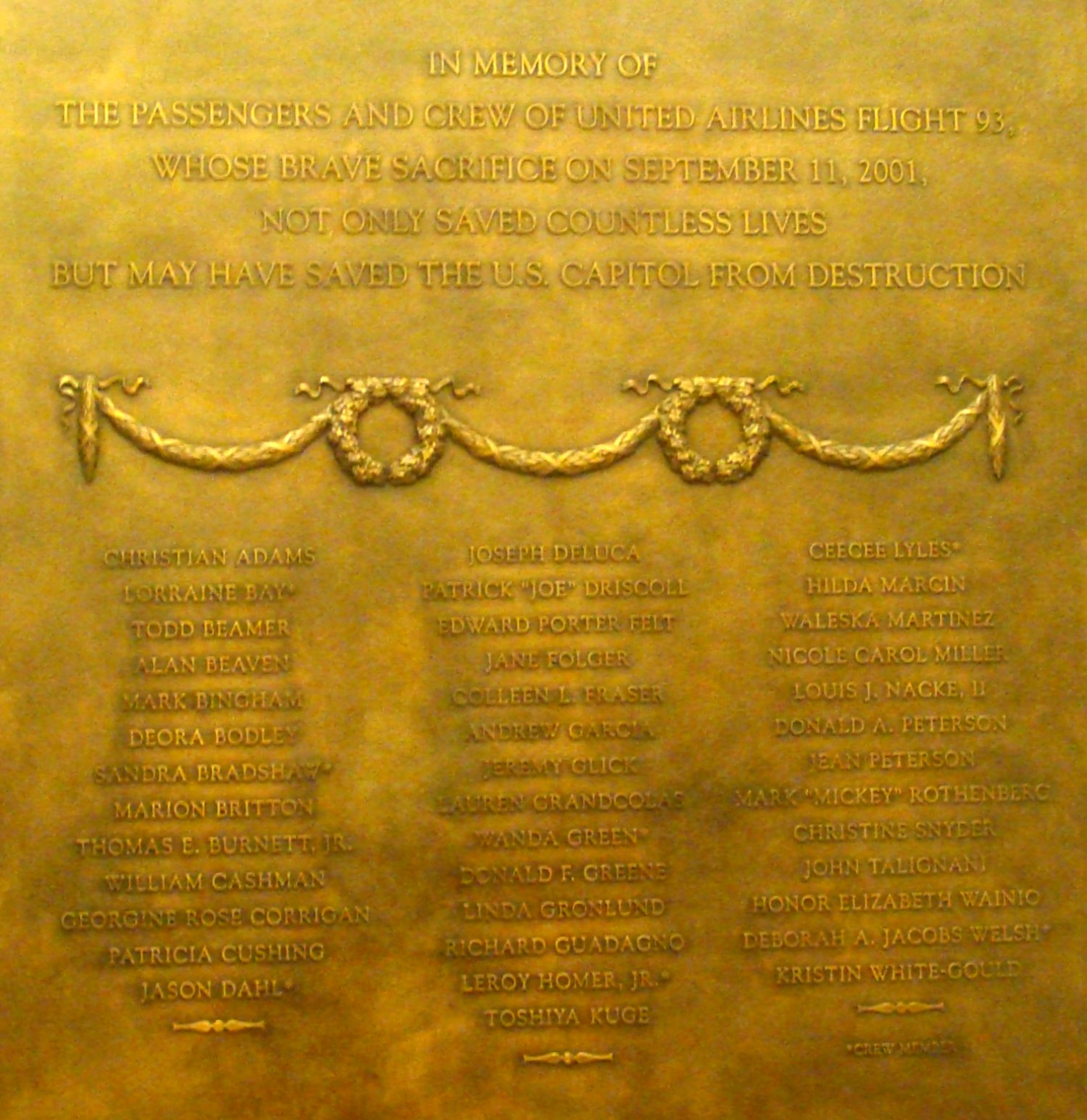
Памятная доска с именами жертв крушения рейса 93

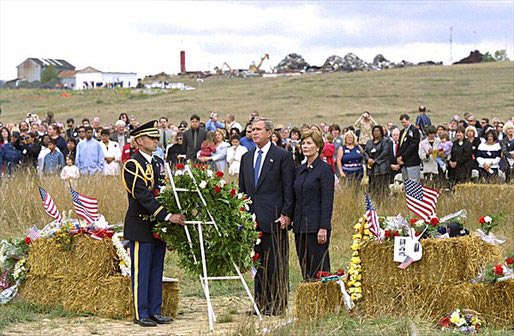
Джордж Буш-младший с женой на церемонии возложения венков жертвам трагедии, 11 сентября 2002

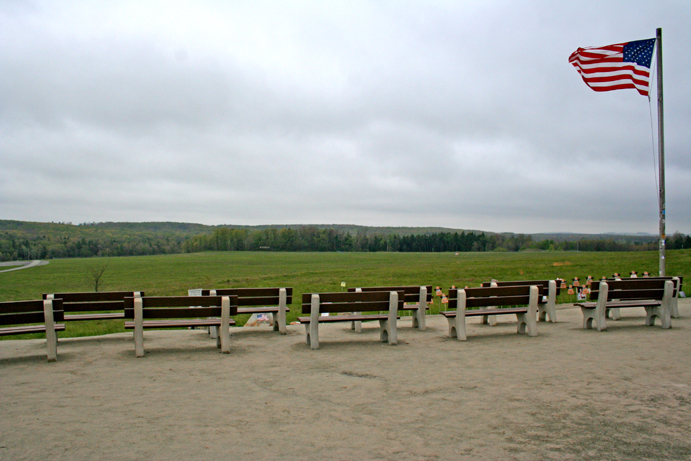
Место трагедии в мае 2006 года

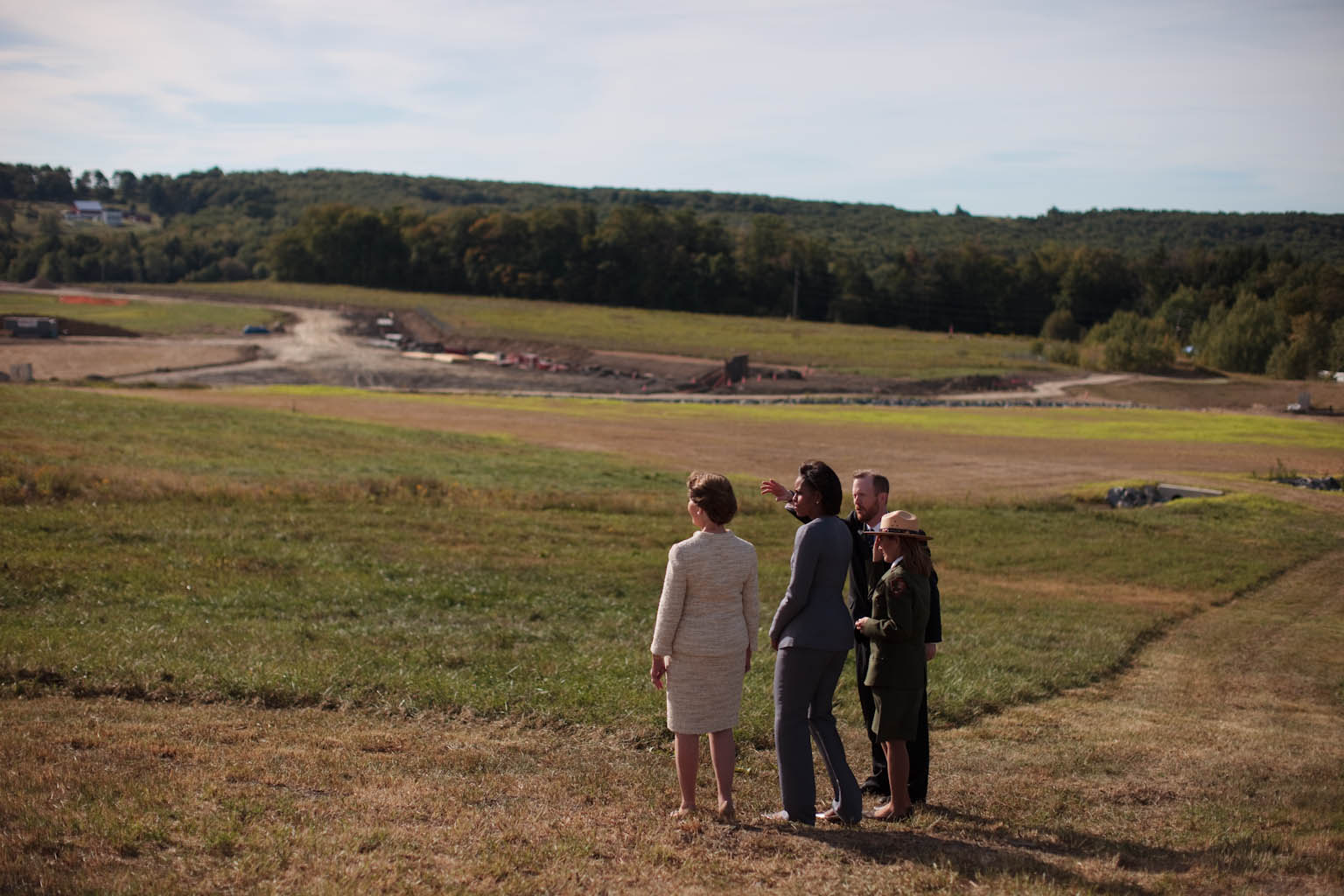
Мишель Обама и Лора Буш у места катастрофы, 11 сентября 2010

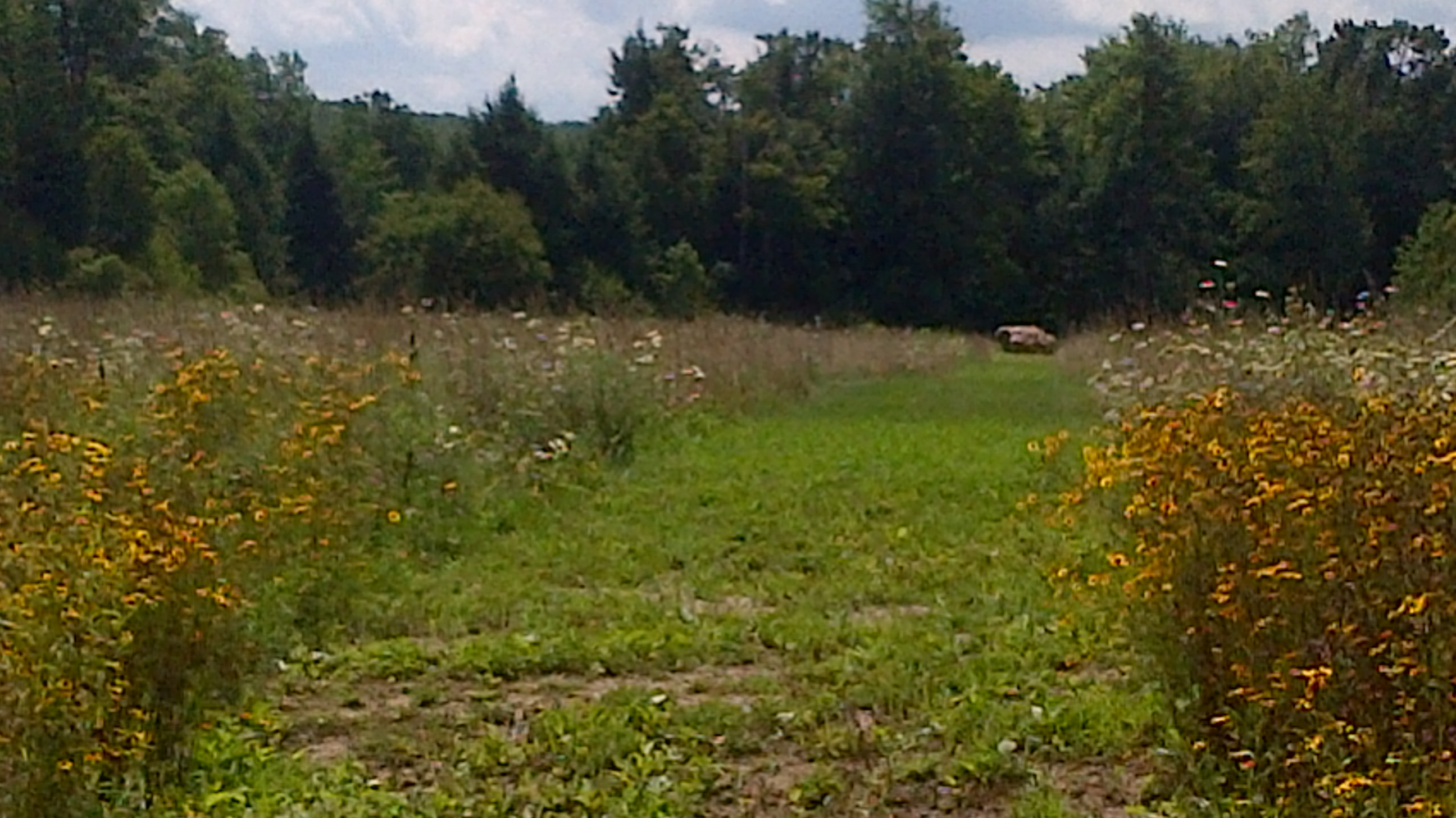
Место катастрофы в августе 2012

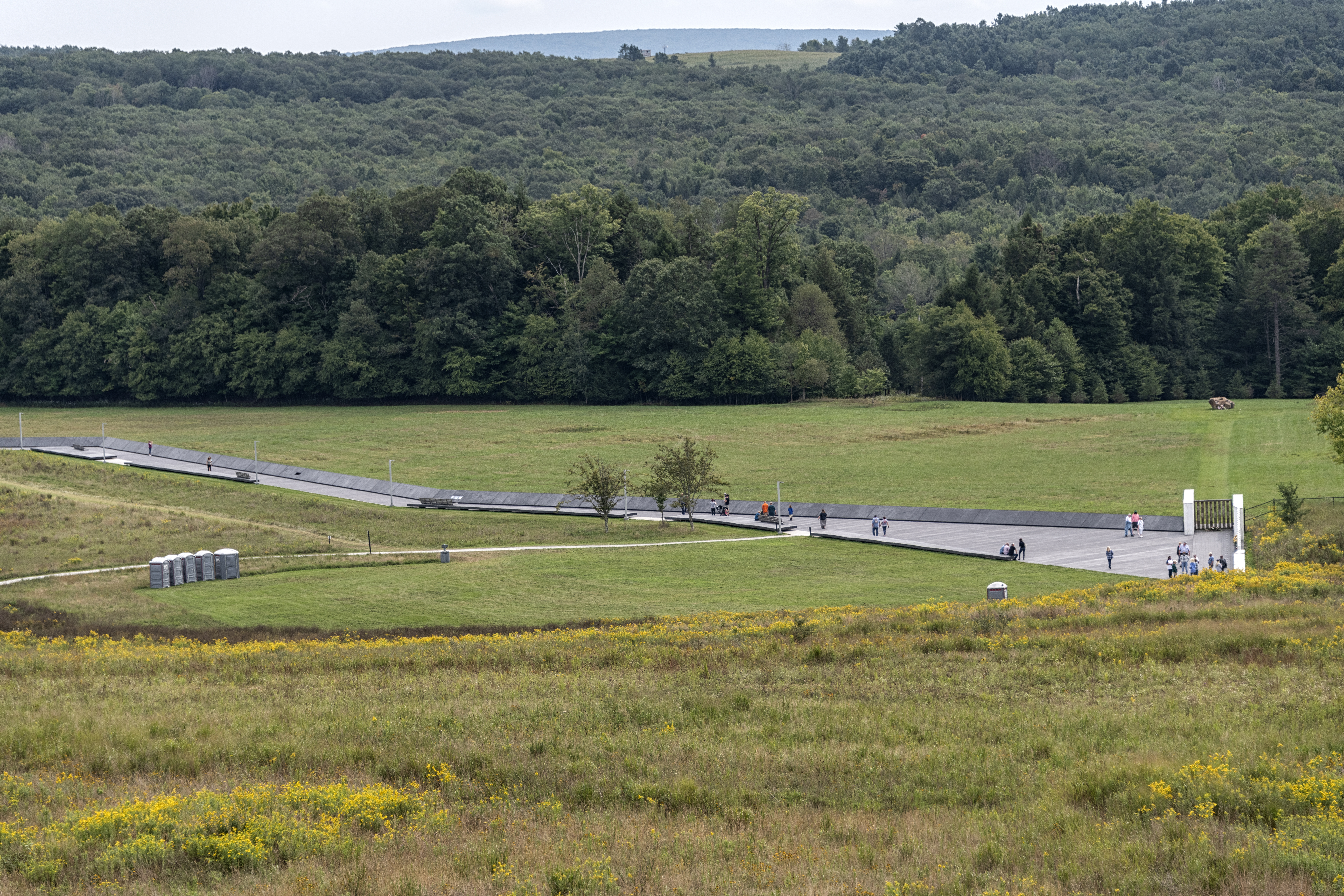
Вид на юго-восток вдоль траектории полёта рейса 93, валун (справа, перед воротами) отмечает место крушения и могилы жертв, 17 сентября 2020

## Культурные аспекты
- Потерянный рейс — фильм 2006 года.
- Рейс 93 — телефильм 2006 года производства США-Канада.
- Также катастрофа рейса UAL93 наряду с рейсами AAL11, UAL175 и AAL77 упоминается в книге И. А. Муромова «100 великих авиакатастроф» в главе Катастрофы двух «Боингов-767» и двух «Боингов-757» в США.

### Комментарии
1. ↑  Inside 9/11: Zero Hour, документальный фильм телеканала «National Geographic Channel», 2005 год
2. ↑  Гражданство всех четырёх угонщиков не указано
3. ↑  Здесь и далее указано Североамериканское восточное время — EST